# Homoneura atritegula
Homoneura atritegula är en tvåvingeart som beskrevs av Kim 1994. Homoneura atritegula ingår i släktet Homoneura och familjen lövflugor. Inga underarter finns listade i Catalogue of Life.